# 杜波
杜波（1958年—），山东高密市人，汉族，中华人民共和国政治人物、第十一届全国人民代表大会山东地区代表。
毕业于同济大学管理科学与工程专业，是中共党员。担任青建集团股份公司董事局主席。2008年起担任全国人大代表。